# العلاقات السعودية الناميبية
العلاقات السعودية الناميبية هي العلاقات الثنائية التي تجمع بين السعودية وناميبيا.

## مقارنة بين البلدين
هذه مقارنة عامة ومرجعية للدولتين:
| وجه المقارنة                                              | السعودية        | ناميبيا      |
| --------------------------------------------------------- | --------------- | ------------ |
| المساحة (كم2)                                             | 2.25 مليون      | 825.62 ألف   |
| عدد السكان (نسمة)                                         | 33.00 مليون     | 2.53 مليون   |
| الكثافة السكانية (ن./كم²)                                 | 14.67           | 3.06         |
| العاصمة                                                   | الرياض، الدرعية | ويندهوك      |
| اللغة الرسمية                                             | اللغة العربية   | لغة إنجليزية |
| العملة                                                    | ريال سعودي      | دولار ناميبي |
| الناتج المحلي الإجمالي (بليون دولار)                      | 683.83 مليار    | 13.24 مليار  |
| الناتج المحلي الإجمالي (تعادل القوة الشرائية) بليون دولار | 1.69 تريليون    | 25.60 مليار  |
| الناتج المحلي الإجمالي الاسمي للفرد دولار أمريكي          | 20.48 ألف       | 4.67 ألف     |
| الناتج المحلي الإجمالي للفرد دولار أمريكي                 | 52.01 ألف       | 9.96 ألف     |
| مؤشر التنمية البشرية                                      | 0.837           | 0.628        |
| رمز المكالمات الدولي                                      | +966            | +264         |
| رمز الإنترنت                                              | .sa             | .na          |
| المنطقة الزمنية                                           | ت ع م+03:00     | ت ع م+02:00  |

## منظمات دولية مشتركة
يشترك البلدان في عضوية مجموعة من المنظمات الدولية، منها:
| علم المنظمة | اسم المنظمة                        | تاريخ انضمام السعودية | تاريخ انضمام ناميبيا |
| ----------- | ---------------------------------- | --------------------- | -------------------- |
|             | يونسكو                             | 4 نوفمبر 1946         | 2 نوفمبر 1978        |
|             | البنك الدولي للإنشاء والتعمير      | 26 أغسطس 1957         | 25 سبتمبر 1990       |
|             | منظمة حظر الأسلحة الكيميائية       | ?                     | ?                    |
|             | الأمم المتحدة                      | 24 أكتوبر 1945        | 23 أبريل 1990        |
|             | مؤسسة التمويل الدولية              | 18 سبتمبر 1962        | 25 سبتمبر 1990       |
|             | وكالة ضمان الاستثمار متعدد الأطراف | 12 أبريل 1988         | 25 سبتمبر 1990       |
|             | الاتحاد البريدي العالمي            | ?                     | ?                    |
|             | منظمة الشرطة الجنائية الدولية      | 13 يونيو 1956         | ?                    |
|             | منظمة التجارة العالمية             | 11 نوفمبر 2005        | ?                    |
|             | البنك الإفريقي للتنمية             | 4 أغسطس 1963          | ?                    |
|             | الاتحاد الدولي للاتصالات           | 7 فبراير 1949         | 25 يناير 1984        |

## وصلات خارجية
- موقع وزارة الخارجية السعودية